# Myrmecocichla aethiops
Chasco-etíope ou chasco-formigueiro-setentrional (Myrmecocichla aethiops) é uma espécie de ave da família Muscicapidae.
Pode ser encontrada nos seguintes países: Burkina Faso, Camarões, República Centro-Africana, Chade, Gâmbia, Quénia, Mali, Mauritânia, Níger, Nigéria, Senegal, Sudão e Tanzânia.
Os seus habitats naturais são: savanas áridas, campos de gramíneas subtropicais ou tropicais secos de baixa altitude e campos de altitude subtropicais ou tropicais.